# Base Piónerskaya
La Base Piónerskaya (en ruso:Пионерская) es una estación científica abandonada de la Unión Soviética -desde 1991 heredada por Rusia- situada en la indlandsis de la Antártida Oriental en la Tierra de la Reina Mary. Fue la primera base soviética en el interior del continente antártico. Se halla a 375 km de la Base Mirni.
La base fue establecida para participar en el Año Geofísico Internacional, y fue inaugurada el 27 de mayo de 1956. Consistía en dos edificios. La investigación en la estación incluyó la meteorología, actinometría, glaciología y geomagnetismo. La acumulación de nieve fue un gran problema, y a fines de 1958 alcanzó un espesor de 8,6 m. Con la finalización del Año Geofísico Internacional, 15 de enero de 1959 la base fue cerrada por las condiciones adversas de la nieve.
La base fue operada por un equipo de 4-5 hombres.